# Agrostis schottii
Agrostis schottii é uma espécie de gramínea do gênero Agrostis, pertencente à família Poaceae.